# Horace Silver Trio and Spotlight on Drums: Art Blakey – Sabu
Horace Silver Trio and Spotlight on Drums: Art Blakey – Sabu – album kompilacyjny amerykańskiego pianisty jazzowego Horace’a Silvera, wydany z numerem katalogowym BLP 1520 w 1955 roku przez Blue Note Records.
Album jest kompilacją dwóch pierwszych płyt nagranych przez Horace’a Silvera jako lidera: Introducing the Horace Silver Trio z 1952 (numer katalogowy Blue Note Records BLP 5018) oraz Horace Silver Trio, Vol. 2 and Art Blakey - Sabu z 1953 (BLP 5034). Oba albumy zostały wydane jako 10 calowe płyty gramofonowe. W 1955 pierwsze wydanie Horace Silver Trio and Spotlight on Drums: Art Blakey – Sabu zawierało 12 utworów, a wydanie z 2003 na CD wszystkie 16 utworów.
Na płycie, oprócz utworów zagranych w trio, znalazły się dwa, w których gra głównie Art Blakey, raz w duecie z Sabu Martinezem, a raz solo.

## Powstanie
Materiał na płytę został zarejestrowany 9 (utwory 1, 4 i 6) oraz 20 (utwory 2, 3, 5, 7 i 8) października 1952, a także 23 listopada 1953 roku przez Douga Hawkinsa w WOR Studios w Nowym Jorku. Produkcją albumu zajął się Alfred Lion.

## Lista utworów
Opracowano na podstawie materiału źródłowego:
Wydanie CD z 2003 roku
| Nr  | Tytuł utworu           | Muzyka                             | Długość |
| --- | ---------------------- | ---------------------------------- | ------- |
| 1.  | „Safari”               | Horace Silver                      | 2:48    |
| 2.  | „Ecaroh”               | Horace Silver                      | 3:09    |
| 3.  | „Prelude to a Kiss”    | Duke Ellington                     | 2:47    |
| 4.  | „Thou Swell”           | Richard Rodgers, Lorenz Hart       | 2:52    |
| 5.  | „Quicksilver”          | Horace Silver                      | 2:59    |
| 6.  | „Horoscope”            | Horace Silver                      | 3:46    |
| 7.  | „Yeah”                 | Horace Silver                      | 2:47    |
| 8.  | „Knowledge Box”        | Horace Silver                      | 2:47    |
| 9.  | „How About You”        | Burton Lane, Ralph Freed           | 3:40    |
| 10. | „I Remember You”       | Victor Schertzinger, Johnny Mercer | 3:40    |
| 11. | „Silverware”           | Horace Silver                      | 2:34    |
| 12. | „Message From Kenya”   | Art Blakey                         | 4:33    |
| 13. | „Opus De Funk”         | Horace Silver                      | 3:25    |
| 14. | „Nothing But the Soul” | Art Blakey                         | 4:07    |
| 15. | „Buhaina”              | Horace Silver                      | 3:04    |
| 16. | „Day In, Day Out”      | Rube Bloom, Johnny Mercer          | 3:00    |
|     |                        |                                    | 51:58   |

Utwory 1–8 pochodzą z płyty Introducing the Horace Silver Trio, a utwory 9–16 z płyty Horace Silver Trio, Vol. 2 and Art Blakey - Sabu. Na wydaniu LP z 1955 nie było utworów 4, 5, 8 i 15.

## Twórcy
Opracowano na podstawie materiału źródłowego.
Muzycy:
- Horace Silver – fortepian (z wyj. utw. 12 i 14)
- Gene Ramey – kontrabas (utw. 1, 4 i 6)
- Curly Russell – kontrabas (utw. 2, 3, 4, 7 i 8)
- Percy Heath – kontrabas (utw. 9, 10, 11, 13, 15 i 16)
- Art Blakey – perkusja
- Sabu Martinez – kongi, śpiew (utw. 12)

Produkcja:
- Alfred Lion – produkcja muzyczna
- Doug Hawkins – inżynieria dźwięku
- Reid Miles – projekt okładki
- Francis Wolff – fotografia na okładce
- Leonard Feather – liner notes
- Michael Cuscuna – produkcja muzyczna (reedycja z 2003)
- Rudy Van Gelder – inżynieria dźwięku (reedycja z 2003)
- Bob Blumenthal – liner notes (reedycja z 2003)